# Комсомольский (Коми)
Комсомольский — посёлок городского типа в Республике Коми России. Входит в состав городского округа Воркута.
Население — 128 (2024)
Статус посёлка городского типа — с 1949 года.
В окрестностях посёлка находились шахты, при них посёлок Западный. 
По неофициальным данным в поселке, уже в 2023 году не проживает ни одного жителя, последнюю семью переселили в конце 2022 года.
23 марта. Власти заполярного города Воркута в Коми намерены переселить в 2022 году 62 семьи из закрывающегося поселка Комсомольский. До конца 2025 года планируется переселить 300 семей из поселка Заполярный и завершить так называемую программу «управляемого сжатия», сообщил в среду мэр Воркуты Ярослав Шапошников. Таким образом уже в 2022 году поселок могут полностью закрыть.

## Население
| 1959   | 1970    | 1989    | 2002  | 2009  | 2010  | 2012 | 2013 | 2014 |
| ------ | ------- | ------- | ----- | ----- | ----- | ---- | ---- | ---- |
| 18 781 | ↘17 078 | ↘14 805 | ↘4046 | ↘2865 | ↘1047 | ↘945 | ↘878 | ↘797 |
| 2015   | 2016    | 2017    | 2018  | 2019  | 2020  | 2021 | 2024 |      |
| ↘751   | ↘706    | ↘671    | ↘635  | ↘583  | ↘560  | ↘128 | →128 |      |